# Zonulispira chrysochildosa
Zonulispira chrysochildosa é uma espécie de gastrópode do gênero Zonulispira, pertencente a família Pseudomelatomidae.